# Grøn fluesvamp
Grøn fluesvamp (Amanita phalloides) vokser i løvskove på næringsrig jordbund, hyppigst under bøg.

## Kendetegn
Grøn fluesvamp har skæl på hatten, tydelig ring på stokken en knold, og en skede, der omslutter knolden. Skeden er en rest af det svøb, som har omsluttet svampens frugtlegeme, da den var spæd.

### Hat
Hatten er 4-12 cm i diameter og formet som en halvkugle, der på ældre eksemplarer udbredes. Den har fine, nedadløbende tråde. Hattens farver kan variere, men indeholder normalt nuancer af grønt. Farverne er klarest i tørt vejr.

### Lameller
Lamellerne er hvidlige eller svagt gullige og fritsiddende.

### Stok
Stokken er høj og slank, men udmunder i den kraftige knold, der er omsluttet af en skede. Den har en tydelig, let nedadhængende ring.

### Lugt og smag
Lugten er sødlig, let vammel hos ældre eksemplarer. Smagen angives som mild.

## Giftighed
Grøn fluesvamp er dødeligt giftig og er i Danmark den svampeart, der har forårsaget flest dødsfald som følge af indtagelse i svamperetter. Svampen er øverst på Giftliniens liste over Danmarks giftigste svampe.
Giften i svampen kan give skader på tarmslimhinden, leveren og nyrerne. Hvis skaden bliver alvorlig nok kan det medføre, at patienten bliver afhængig af livslang dialyse, eller endda nyretransplantation.
Svampen indeholder bl.a. amatoxiner, der optages i vitale organer, bl.a. leveren. Giftene kan ikke fjernes ved kogning, tørring eller kemisk behandling.

### Symptomer
Symptomerne er opkastning, diarré og voldsomme mavesmerter. Hvis den forgiftede søger lægehjælp og behandles inden 12-24 timer er der gode muligheder for at redde livet. De vitale organer kan dog have lidt skade.